# 柴田勝重 (一色城主)
柴田 勝重（しばた かつしげ、生年不詳 - 文亀3年7月2日（1503年7月24日））は戦国時代の武将。通称源六、土佐守。子に柴田勝義がいる。

## 概要
柴田義勝の子。足利義尚の家臣で後に斯波義連に仕えた 。
明応3年（1494年）より尾張国愛知郡社村に移り、一色村の城主となった（下之一色城）。
文亀3年（1503年）7月2日死去。法名霊元院殿天信了運大居士。墓所は名東区神蔵寺。